# Агнеса Гессенська
Агнеса Гессенська (нім. Agnes von Hessen; 31 травня 1527 — 4 листопада 1555) — принцеса Гессенського дому, донька ландграфа Гессенського Філіпа та саксонської принцеси Крістіни, дружина курфюрста Саксонського Моріца, а після його смерті — герцога Саксонського Йоганна Фрідріха II.

## Біографія
Народилась 31 травня 1527 року в Марбурзі. Стала первістком в родині ландграфа Гессенського Філіпа I та його першої офіційної дружини Крістіни Саксонської, з'явившись на світ за три з половиною роки після їхнього весілля. Згодом сімейство поповнилося дев'ятьма молодшими дітьми.
З дитячого віку була заручена зі спадкоємцем Брауншвейг-Люнебурзького герцогства Еріхом. Починаючи з 1538 року, розглядався також варіант її шлюбу з саксонським принцом Моріцом. Втім, після укладення паралельного шлюбу батька із Маргаретою фон дер Заале, переговори із родиною Морица зайшли в глухий кут. Особливо не схвалювала можливе весілля матір нареченого. Ситуацію вирішив сам принц, який приїхав до Гессену без дозволу батьків та одружився з Агнесою. Вінчання 19-річного юнака та 13-річної дівчини відбулося у Марбурзі 9 січня 1541 року.
Шлюб, що відбувся без примусу та розрахунку, а згідно особистих симпатій і схильностей, мав місце в сім'ях государів Середньовіччя виключно рідко. Листи, які писали одне одному Моріц та Агнеса, вказують на почуття, що зародилися між ними задовго до весілля. Пара зберегла взаємну довіру та вірність і через роки після укладення шлюбу. Агнеса також була помічницею чоловікові при здійсненні деяких його політичних планів.

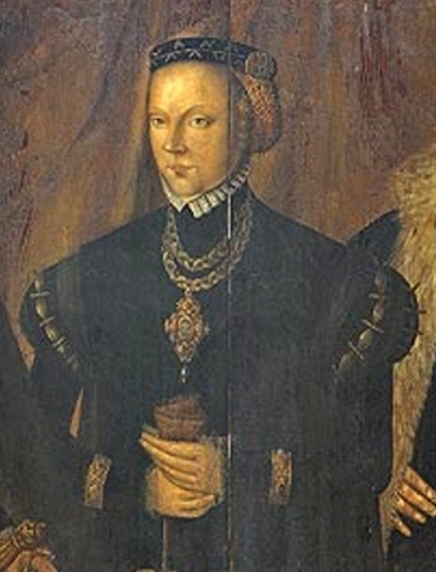
Портрет Агнеси

Перші кілька пара провела при гессенському дворі. У серпні помер батько Моріца, і чоловік Агнеси став правлячим герцогом Саксонії. Він від'їхав до Дрездена аби прийняти державні справи, залишивши дружину в батьківській домівці. У листопаді вона приєдналася до нього, прибувши до столиці 27 числа у супроводі матері та тітки Єлизавети. Майже за чотири роки народився їхній первісток — дівчинка. Від народження у неї було пошкоджено плече, і вона кульгала. Всього у пари було двоє дітей.
Після битва під Мюльбергом в ході Шмалькальденської війни курфюрст Саксонії Йоганн Фрідріх I потрапив у полон і підписав капітуляцію, згідно якої курфюрство відходило герцогу Моріцу. Ще до цього імператор Карл V урочисто звів Моріца у новий статус.
Правління Моріца та Агнеси тривало до липня 1553 року, доки чоловік не помер від важкого поранення в битві при Зіверсґаузені. Курфюрстіна після цього разом із донькою та сестрою Єлизаветою переїхала до своєї удовиної резиденції у Вайссенфельсі.
За два роки 28-річна Агнеса взяла другий шлюб із 26-річним герцогом та титулярним курфюрстом Саксонії Йоганном Фрідріхом II. Весілля пройшло 26 травня 1555 року у Веймарі. Згідно свідчень сучасників стан здоров'я нареченої був поганим, і за півроку вона померла при викидні. За іншими даними, вона пішла з життя від хвороби легень. В той же час у Веймарі вперто вирували чутки, що герцогиня була отруєна. На це вказує навіть повідомлення в хорах веймарської церкви. Про можливість убивства свідчить той факт, що у своєму другому шлюбі Агнеса перейшла до близького своєму першому чоловікові (який належав до Альбертинської гілки роду Веттинів), однак ворожого табору Ернестінів. Альбертіни в цьому випадку могли побоюватися, що жінка може видати їхнім супротивникам важливу інформацію чи політичні секрети.
Похована у міській церкві Святих Петра та Павла у Веймарі.
Її донька й далі жила у своїх тіток по материнській лінії у Веймарі, а згодом переїхала до двору дядька-курфюрста у Дрезден. У 1561 році вийшла заміж за принца Вільгельма Оранського.

## Родина

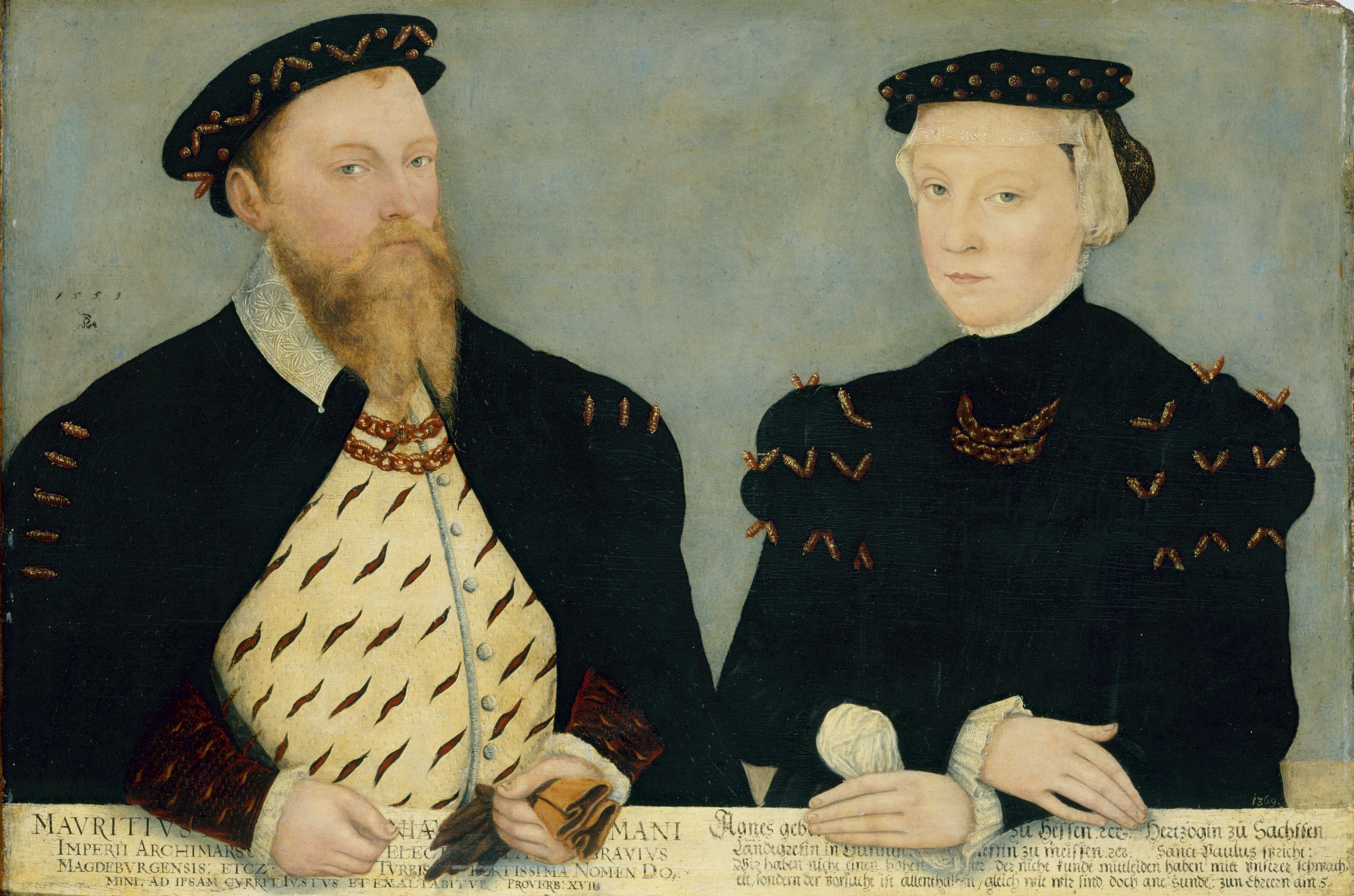
Портрет із чоловіком, 1559

Чоловік —  Моріц, курфюрст Саксонський
Діти:
- Анна (1544—1577) — дружина штатгальтера Нідерландів Вільгельма I Оранського, мала шестеро дітей;
- Альбрехт (1545—1546) — прожив 4 місяці.

Чоловік — Йоганн Фрідріх II, герцог Саксонський
Діти: не було